# 集体企业
集体企业（collective enterprises）指在社会主义社会中，部分劳动群众在一个集体的范围内，平等地共同占有生产资料和劳动成果，实行独立经营自负盈亏的一种社会主义公有制企业。

## 集体企业的分类
1. 根据企业所处地域及所有者的身份的不同，可以把集体所有制企业分为城镇集体所有制企业和乡村集体所有制企业两大类。城镇集体所有制企业是在城镇区域内设立的；乡村集体所有制企业是在乡村区域内设立的。
2. 根据集体所有制企业经营范围和部门行业的不同,可以把它分为集体所有制工业企业、集体所有制农业企业、集体所有制建筑安装企业、集体所有制商业企业、集体所有制交通运输企业、集体所有制饮食业企业、集体所有制服务业企业等。
3. 根据企业资本构成方式是否采用了股份制，可把集体所有制企业分为股份制的集体所有制企业和非股份制的集体所有制企业。[2]

## 中国的集体企业
在经济改革之前，中国大陆城市处于单位制之下。单位在资源配置方面起到决定性的作用，雇员及他们的家庭完全依赖于工作单位来获取物质资源及职业机会。单位的类型、所有制和行政级别在很大程度上决定了单位在国家社会主义下的再分配体系中所处的位置。不同类型单位的相对位置自上而下依次为：党政机关、事业单位、国有企业、集体企业、私营企业 。经济改革开始后私营企业不断发展，原有的单位制度也逐渐被削弱。再分配体系中私营企业的地位不断上升，而集体企业的发展相对停滞，集体企业所处的位置不断下降。从数量上来看，集体企业的规模在不断缩小，1996年中国有57.1万家集体企业，到2008年只有3.9万家。